# Chalára
Chalára, en grec moderne : Χαλάρα, est un village du dème de Kastoriá, district régional de Kastoriá, en Macédoine-Occidentale, Grèce.
Selon le recensement de 2011, la population du village compte 13 habitants.